# Stanisławowo (powiat nowodworski)
Stanisławowo – wieś sołecka w Polsce położona w województwie mazowieckim, w powiecie nowodworskim, w gminie Pomiechówek.
Do 19 lipca 1924 wieś Stanisławowo nosiła nazwę Kolonia Aleksandryjska (gmina Pomiechowo, powiat warszawski). W latach 1975–1998 miejscowość należała administracyjnie do województwa warszawskiego. 
We wsi znajduje się prawosławna cerkiew św. Aleksandry z 1935, siedziba miejscowej parafii. Działa też Prawosławny Dom Opieki „Betania”.
Powierzchnia gruntów: 750,43 ha.